# Blues Explosion
Blues Explosion, även kända som Jon Spencer Blues Explosion (ibland förkortat JSBX), var en amerikansk rockgrupp, bildad 1990 i New York. Deras musik har influenser bland annat från garagerock, blues, punk och rock'n'roll.
Bandet bestod sedan starten av gitarristen och sångaren Jon Spencer (tidigare i Pussy Galore), gitarristen Judah Bauer och trummisen Russell Simins. I samband med albumet Damage från 2004 ändrade de namnet från Jon Spencer Blues Explosion till bara Blues Explosion.

## Diskografi
Studioalbum
- 1992: Jon Spencer Blues Explosion
- 1992: Crypt Style
- 1993: Extra Width
- 1994: Orange
- 1996: Now I Got Worry
- 1998: Acme
- 2002: Plastic Fang
- 2004: Damage
- 2012: Meat + Bone
- 2015: Freedom Tower - No Wave Dance Party 2015

Andra album
- 1991: A Reverse Willie Horton (producerades i 500 exemplar. Antingen bandets debutalbum eller en bootleg)
- 1994: Mo' Width (outgivet material och alternativa versioner från Extra Width-inspelningarna)
- 1995: Experimental Remixes (remix av albumet Orange)
- 1997: Controversial Negro (livealbum, utgivet i Japan)
- 1999: Acme Plus (i USA: Xtra Acme, i Japan: Ura Acme) (samling av remix-versioner og B-sidor)
- 2007: Jukebox Explosion Rockin' Mid-90s Punkers (samlingsalbum)
- 2010: Dirty Shirt Rock 'n' Roll: The First Ten Years (samlingsalbum; 1992–2002)